# L’Assomption
L’Assomption ist eine Stadt im Südwesten der kanadischen Provinz Québec. Sie liegt in der Verwaltungsregion Lanaudière, etwa 35 km nördlich von Montreal. Der Verwaltungssitz der regionalen Grafschaftsgemeinde (municipalité régionale du comté) L’Assomption hat eine Fläche von 98,99 km² und zählt 22.429 Einwohner (Stand: 2016).

## Geographie
L’Assomption liegt am Rivière L’Assomption, einem Nebenfluss des Sankt-Lorenz-Stroms. Das Stadtzentrum ist dabei fast vollständig von einer Flussschleife umgeben. Das Gelände ist weitgehend flach und zu einem kleinen Teil bewaldet. Nachbargemeinden sind Crabtree im Norden, Saint-Paul im Nordosten, Lavaltrie im Osten, Saint-Sulpice im Südosten, Repentigny im Süden, die Stadt L’Épiphanie und die Pfarrgemeinde L’Épiphanie im Westen sowie Sainte-Marie-Salomé im Nordwesten.

## Geschichte

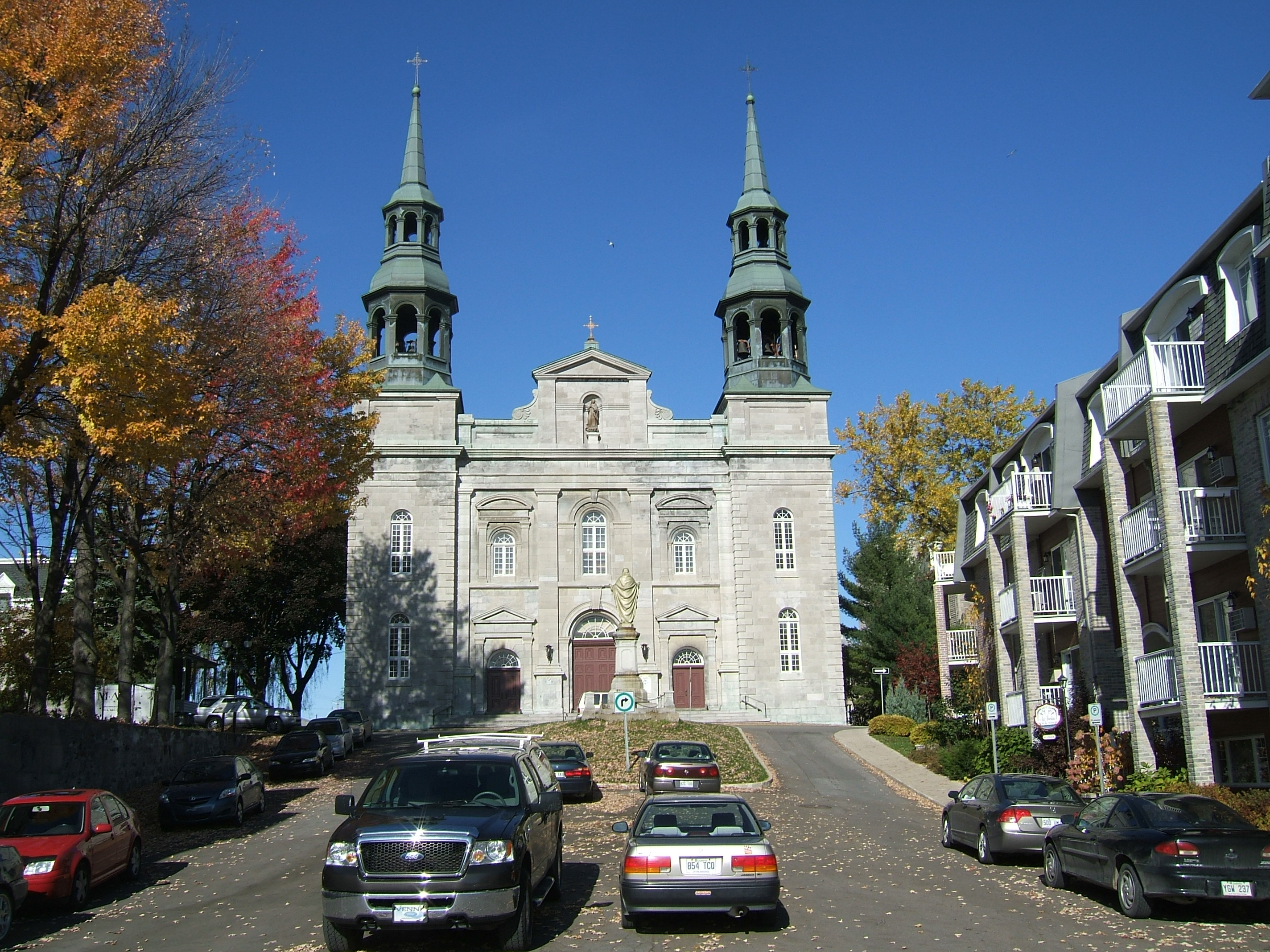
Kirche L’Assomption-de-la-Sainte-Vierge

Benannt ist der Ort nach dem katholischen Feiertag Maria Himmelfahrt (frz. Assomption de Marie). 1647 hatte Pierre Legardeur de Repentigny die Seigneurie L’Assomption zugewiesen erhalten, doch erst 1717 ließen sich die ersten französischen Kolonisten hier nieder. 1724 gründete der Sulpizianer Pierre Lesueur die Pfarrei Saint-Pierre-du-Portage, die später die Bezeichnung L’Assomption erhielt. Um 1760 zogen zahlreiche akadische Flüchtlinge hierher.
Ab dem frühen 19. Jahrhundert entstanden mehrere Industriebetriebe. Ebenfalls zum Aufschwung trug die Gründung des Collège de l'Assomption im Jahr 1832 bei. Es entstanden zwei gleichnamige Gemeinden: 1846 eine für das Gebiet innerhalb der Flussschleife, 1855 eine für den ländlichen Teil. Erstere erhielt 1888 die Stadtrechte. 1992 schlossen sich beide Gemeinden zusammen und 2000 wurde das benachbarte Saint-Gérard-Majella eingemeindet.

## Bevölkerung
Gemäß der Volkszählung 2011 zählte L’Assomption 20.065 Einwohner, was einer Bevölkerungsdichte von 202,9 Einw./km² entspricht. 96,5 % der Bevölkerung gaben Französisch als Hauptsprache an, der Anteil des Englischen betrug 1,0 %. Als zweisprachig (Französisch und Englisch) bezeichneten sich 0,5 %, auf andere Sprachen und Mehrfachantworten entfielen 2,0 %. Ausschließlich Französisch sprachen 67,8 %. Im Jahr 2001 waren 94,0 % der Bevölkerung römisch-katholisch, 1,6 % protestantisch und 3,8 % konfessionslos.

## Verkehr
Durch die Stadt führen die Hauptstraßen 339, 341, 343 und 344. Wenige Kilometer südöstlich verläuft die Autoroute 40, eine der wichtigsten Autobahnen Québecs. Südwestlich des Stadtzentrums befindet sich ein Bahnhof an der VIA-Rail-Strecke Montreal–Jonquière. Mehrere Buslinien der Gesellschaft CRT Lanaudière verbinden die Stadt mit umliegenden Gemeinden und mit Montreal.

## Söhne und Töchter der Stadt
- Joseph-Alfred Archambeault (1859–1913), römisch-katholischer Geistlicher
- Émile Gour (1893–1970), Sänger und Chorleiter
- Romain Gour (1899–1968), Sänger und Autor
- Oscar Martel (1848–1924), Geiger, Musikpädagoge Und Komponist